# Férfiklimax
A férfiklimaxot (andropauza) a tesztoszteron hormon termelődésének csökkenése okozza. Ez a folyamat bizonyos szervek működését nehezíti, gátolja.
A jelenség már a középkorú férfiakat (45-59 éves) is érinti, de később, az öregedő korban (60-73 év), az öregség (74-90 év) és aggastyán kor idején (90 év felett) egyre fokozottabban jelentkezik.

## A férfiklimax lehetséges tünetei
Az andropauzának nincsenek olyan egyértelmű jelei, mint a nő klimaxnak, a férfiaknál inkább az jellemző, hogy egyénenként egy komplex tünetegyüttesnek csak bizonyos területei erősödnek föl igazán. A test megöregedése és a hormonszint csökkenése nem feltétlen gátolja látványosan minden egyes érintett szerv működését. Ezért van az, hogy bár minden asszony eljut előbb-utóbb a menstruáció teljes megszűnéséig, vagyis konkrétan megtermékenyíthetetlenné válik, a férfiak akár aggastyán korukban is nemzőképesek maradhatnak.  

### Testi tünetek
- szexuális zavarok (merevedési problémák, impotencia, libidócsökkenés, az ondó mennyiségének és minőségének romlása, spermiumszám-visszaesés, orgazmusképtelenség vagy korai magömlés stb.)
- a fizikai erőnlét gyengülése, fáradékonyság, megnövekedett pihenésigény
- az izomzat visszafejlődése, az izomerő csökkenése (szarkopénia kialakulása)
- koncentrációzavar
- a szellemi teljesítmény visszafejlődése
- a testzsír mennyiségének megnövekedése
- szív- és érrendszeri betegségek jelentkezése
- koleszterinszint-emelkedés
- a vérképzés minőségi romlása
- cukorbetegség kialakulása
- emésztési zavarok (székrekedés, hasmenés)
- gyomorpanaszok
- az immunrendszer gyengülése, a betegségekre adott elégtelen immunreakció
- csontritkulás, a csontozat elmeszesedése
- prosztata-megnagyobbodás
- vizelési zavarok
- a haj töredezettsége, kopaszodás, a test nagy részén szőrzetcsökkenés, bizonyos helyeken viszont (fül, orr, szemöldök) erőteljes szőrösödés
- a has megereszkedése, a fülek és a mellek megnagyobbodása
- alvászavar (aluszékonyság vagy álmatlanság)
- fokozott verejtékezés
- hőhullámok jelentkezése
- fejfájás
- szédülés

### Lelki tünetek
- az öregedésből adódó önértékelési problémák
- kapuzárási pánik; erőteljesen feltámadó érdeklődés a fiatal nők iránt, a hódítás vágya
- alkalmatlanság-érzés, önbizalomvesztés
- döntésképtelenség, határozatlanság
- hangulati ingadozások
- ingerlékenység, agresszivitás, türelmetlenség
- depresszió

## A férfiklimax diagnosztizálása
A fenti tünetek megléte estén a fizikális vizsgálatokat (pl. prosztata, emlők, genitáliák) laboratóriumi és ultrahangos vizsgálatok is kiegészíthetik (pl. hormonszintmérés stb.). Ezek alapján az andropauza egyértelműen megállapítható.

## A férfiklimax kezelése

### Általános kezelés
- hormonpótlás (mesterséges tesztoszteron-adagolás)
- Létező lehetőségek: kapszula, tabletta és tapasz. A hormonpótló kezelés kizáró oka a prosztata-megnagyobbodás, ezért csak rendszeres urológiai vizsgálatokkal kiegészítve alkalmazható. A kontroll nélkül végzett hormonpótlás fokozhatja a már meglévő prosztatadaganat továbbfejlődésének ütemét. A rendszeres ellenőrzés mellett viszont a szervezetbe juttatott tesztoszteron sokféle kellemetlen tünettől szabadít meg, ezáltal sokkal könnyebbé teszi az érintett férfiak életét.
- rendszeres testmozgás (sport, kirándulás stb.)
- tudatos és egészséges táplálkozás
- közösségi programok, jó társaság
- minél több aktív pihenés (a szellemi és lelki töltekezés lehetősége, idő az emberi kapcsolatok ápolására vagy akár az önfeledt szórakozásra)
- a korábbinál több alvás
- vitaminok szedése (D-vitamin, Calcium stb.)

### Speciális kezelés
(a fellépő tünetek jellemzőinek függvényében ezek közül csak némelyikre van szükség)
- libidócsökkenés esetén: vitaminkombinációk, afrodiziákumok, potencianövelő tabletták, pszichológiai kezelés stb.
- húgyúti problémák esetén: gyógynövény-terápia (az afrikai fűrészpálma és törpepálma, a fűszerpálma, a csalángyökér, a tökmag, a fű- és rozspollen, valamint a Hypoxidace-félék kivonatának adagolása), gyógyszeres kezelés, operáció

## A férfiklimax idején ajánlott diéta
Alapelv, hogy… 
- naponta többször (akár ötször-hatszor is) szabad étkezni, de egyszerre mindig csak keveset együnk!
- közvetlenül az esti alvás előtt már nem egészséges enni, a vacsora legalább két órával előzze meg a lefekvést!
- lehetőleg magunk készítsük az ételeinket, kerüljük a gyorséttermeket és a sok adalékanyagot tartalmazó termékeket!
- csökkentsük a cukortartalmú édességek, a panírozott ételek, a margarin és a finomlisztből készült péksütemények fogyasztását!
- részesítsük előnyben a teljes kiőrlésű gabonákat!
- fokozzuk a rostbevitelt!
- hetente többször fogyasszunk komplex fehérjekészítményeket!
- a dohányzás és az alkoholfogyasztás súlyosbítja a tüneteket, ezért ne éljünk ezekkel a káros szenvedélyekkel!
- naponta legalább 2 liter folyadékot igyunk!
- fogyasszunk magas kalcium- és magnézium-, de alacsony nátriumtartalmú ásványvizet!
- használjunk hidegen sajtolt olajakat – különösen előnyös a tökmag- és a lenmagolaj!
- gondoskodjunk a megfelelő mennyiségű és minőségű rostbevitelről!

### A tesztoszteron-termelést fokozó ételek
- szőlő
- tonhal
- avokádó
- gránátalma
- fokhagyma
- méz
- tej
- tojás
- káposzta, brokkoli, karfiol, kelbimbó
- füge
- bazsalikom
- chili
- húsfélék, különösen a máj és a vadhúsok